# Gordian Knot
Gordian Knot — набор утилит для конвертирования (пережатия) из формата MPEG2 и DVD в avi-видеофайлы.
Пакет Auto Gordian Knot представляет собой сборник программ: VirtualDubMod, AviSynth/AviSynth Filters, DGMPGDec, VobSub, кодек XviD и командной оболочки Auto Gordian Knot, позволяющей настраивать кодирование через графический интерфейс.
При указании настроек кодирования создаётся командный файл, руководствуясь которым, и происходит поэтапная обработка файла различными программами, входящими в пакет.

## Возможности
- выбор DVD либо файлов VOB (с жёсткого диска), MPEG2, MPEG1, а также любого файла AVI в качестве источника видео для конвертирования.
- формат выходных файлов: XviD или DivX (5/6).
- AC3, DTS, PCM, MPA звуковые дорожки в источнике.
- AC3, DTS, MPA, CBR/VBR MP3 в выходном файле.
- возможность создания файлов с двумя аудиодорожками.
- возможность задания пакетной обработки нескольких файлов.
- возможность добавления как внешних, так и внутренних субтитров к видеофайлу.
- автоматическая обрезка и изменение размера, базирующаяся на результатах теста входного файла для достижения лучших результатов.
- автоматический деинтерлейсинг.
- автоматическое разделение полученного файла по размерам компакт-дисков как для видео, так и для субтитров.

## Поддерживаемые форматы
AVI, DAT, IFO, M1V, M2T, M2V, MPEG, MPG, TP, TRP, TS, VOB, VRO
В новых версиях программы регулярно обновляются входящие в её состав программные комплексы, а также кодек Xvid (для работы с DivX кодеки устанавливаются отдельно).

## Auto Gordian Knot
Устроена по тому же принципу что и Gordian Knot, только имеет минимум настроек.
В данный момент разработка программы прекращена. Последняя версия - 2.55.